# مرغ‌توفانیان جنوبی
مرغ‌توفانیان جنوبی (نام علمی: Oceanitinae) نام یک زیرخانواده از تیره مرغان توفان جنوبی است.

## گونه‌ها
- زیرخانواده مرغ‌توفانیان جنوبی
  - مرغ طوفان ویلسون، Oceanites oceanicus
  - مرغ طوفان نیوزیلند، Oceanites maorianus
  - مرغ طوفان الیوت، Oceanites gracilis
  - مرغ طوفان پینکویا، Oceanites pincoyae[۱]
  - مرغ طوفان پشت‌خاکستری، Garrodia nereis
  - مرغ طوفان صورت‌سفید، Pelagodroma marina
  - مرغ طوفان شکم‌سیاه or Gould's storm petrel, Fregetta tropica
  - مرغ طوفان شکم‌سفید، Fregetta grallaria
  - مرغ طوفان پولینزی، Nesofregetta fuliginosa